# 有机分析
有機分析，大多是指利用來研究有機化合物實驗時所用到的實驗方法。
常用到的實驗方法包含有機化合物的純化、分離以及化合物結構鑑定。在有機化合物的純化、分離的實驗方法為色層分析方法，色層分析包含薄層色層分析 (薄板層析)、管柱色層分析、高效能液相層析等等。化合物結構鑑定包括紫外光-可見光吸收光譜、質譜、紅外光譜及核磁共振光譜等等。總而言之，有機分析是指應用儀器分析方法來研究有機化學。